# Witney

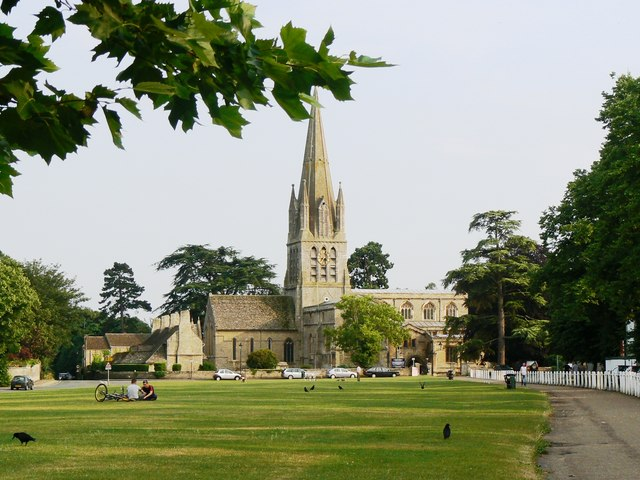
Kirche St Mary the Virgin

Witney ist eine Stadt am Fluss Windrush am Rande der Cotswolds, 19 km westlich von Oxford in Oxfordshire, England.

## Geschichte
Witney wurde erstmals 969 n. Chr. urkundlich erwähnt, es wurden jedoch Siedlungsreste aus der Eisenzeit und der Römerzeit gefunden.
1044 gewährte Königin Emma den Bischöfen von Winchester Landherrschaft in Witney, die im Domesday Book bestätigt wurde. Ein Herrschaftshaus wurde neben der Kirche gegründet, dessen Grundfesten 1984 ausgegraben wurden. Im Lehensregister werden 2 Getreidemühlen in Witney angeführt. 1277 wird in dem Gebiet aber zumindest eine Anlage zur Textilverarbeitung erwähnt. Zur Zeit des Englischen Bürgerkrieges zählte Witney 1800 Einwohner.
Witney entwickelte sich zu einer lebhaften Stadt mit Marktstatus, die um 1800 über eine sich entwickelnde Industrie verfügte. Witney war über Jahrhunderte für die Produktion von Wolldecken und Handschuhen bekannt.
1861 eröffnete Charles Early, Mitglied der Industriellenfamilie Early, eine Eisenbahnlinie von Yarnton nach Witney. Diese wurde später zum Teil der Great Western Railway. Sie wurde für den Passagier- und Frachtverkehr 1970 geschlossen.
Die Wollindustrie konnte über die Weltwirtschaftskrise der 1930er Jahre hinaus bestehen, nahm aber nach dem Zweiten Weltkrieg einen Abschwung.
In den letzten Jahren dehnte sich die Stadt mit neuen Entwicklungsgebieten wie Madley Park rasch aus.

## Persönlichkeiten
- Josiah Forshall (1795–1863), Bibliothekar und Paläograph an der Bibliothek des British Museum
- George Eyston (1897–1978), Ingenieur, Rekord- und Autorennfahrer
- Graham Leonard (1921–2010), 130. Bischof von London, später ernannt zum päpstlichen Ehrenkaplan mit dem Titel Monsignore
- Douglas Hurd (* 1930), früherer MP für Witney der Conservative Party
- Martin Jones (* 1940), Konzertpianist
- Andrew Logan (* 1945), Künstler, geboren in Witney
- Robert Llewellyn (* 1956), Red Dwarf Schauspieler und Autor
- Alan Dapre (* 1965), Autor von Kinderfernsehsendungen
- David Cameron MP (* 1966), Premierminister und Parteivorsitzender der Conservative Party, Abgeordneter von Witney im Unterhaus
- Robbie Mustoe (* 1968), Fußballspieler
- Darrell Griffin (* 1981), Rugbyspieler für Englands Nationalmannschaft
- Simon King (* 1983), Gillingham-Fußballspieler, geboren in Witney
- Emma Appleton (* 1991), Schauspielerin

## Städtepartnerschaften
- Le Touquet (Frankreich)
- Unterhaching (Deutschland)